# Locomotora articulada
| Tipo    | Esquema | Imagen |
| ------- | ------- | ------ |
| Mallet  |         |        |
| Meyer   |         |        |
| Fairlie |         |        |
| Garratt |         |        |
| Shay    |         |        |

El término locomotora articulada usualmente se refiere a una locomotora de vapor con una o más unidades motrices, que se pueden mover en forma independiente respecto al cuerpo principal. Esto se hace para permitir a las locomotoras más largas circular por curvas cerradas. Las locomotoras articuladas suelen usarse, por ejemplo, en ferrocarriles madereros, ferrocarriles industriales o en ferrocarriles de montaña; o para permitir a las locomotoras más largas circular en vías con curvas de radio estándar.

## Uso
Las locomotoras articuladas funcionaron en muchas naciones, pero fueron muy populares en ferrocarriles de trocha angosta en Europa y tuvieron el desarrollo de mayor tamaño en Estados Unidos, donde las Big Boy 4-8-8-4 y las Allegheny H-8 2-6-6-6 fueron algunas de las más grandes locomotoras de vapor jamás construidas.
Varios tipos de articulaciones se desarrollaron a lo largo de los años. De estos, la locomotora Mallet, y su derivado de simple expansión, fue la más popular, seguida del tipo Garratt (principalmente construida en el Reino Unido, popular en toda Europa, África y las colonias), y en varios tipos de locomotora de vapor con engranajes, estas últimas usadas en aserraderos, minería y diversas industrias. Muchos de los otros tipos solo tuvieron un éxito limitado.

## Tipos de locomotoras de vapor

### Tipos de locomotoras principales
Estas son los tipos de locomotoras articuladas más frecuentes:
- La locomotora Fairlie, con dos bogies motores bajo una doble caldera, o su derivado, el Fairlie Simple con una sola caldera, con un bogie motor y un bogie portante (conocida como Mason Bogie en Estados Unidos).
- La locomotora Garratt, con una unidad motriz en cada extremo transportando carbón y agua, y una unidad articulada con la caldera ubicada entre aquellas.
- La locomotora Mallet, con una unidad motriz fija debajo de la parte trasera de la locomotora y una unidad motriz móvil en el frente.
- La locomotora Meyer, con dos bogies motrices debajo de la locomotora (generalmente con cilindros internos). También la variante Kitson-Meyer con los bogies más separados para permitir un hogar más profundo entre ellos.

### Tipos de locomotoras con engranajes
Hubo varios tipos de locomotoras articuladas locomotora de vapor con engranajes, incluyendo:
- Locomotora Climax
- Locomotora Heisler
- Locomotora Shay

### Otros tipos
- Locomotora du Bousquet
- Locomotora Engerth
- Locomotora Gölsdorf
- Locomotora Golwé
- Locomotora Hagans, como la Locomotora Prusiana T 13 (variante Hagans)
- Locomotora Klein-Linder

## Locomotoras eléctricas
Hay varios tipos de locomotoras eléctricas articuladas, de dos tipos generales:
- De tres secciones, donde la parte central apoya sobre otras dos partes (similar al diseño Garratt)
  - Milwaukee Road clase EP-2
  - Locomotoras "cocodrilo" SBB Ce 6/8 II y SBB Ce 6/8 III
  - DRB Clase E 94
- De dos secciones que comparten un bogie central o un bogie Jacobs
  - FS Clase E656, operando en Italia
  - Clase EW neozelandesa, construida por English Electric en 1952.

Las locomotoras de dos unidades, por ejemplo, las locomotoras Bo-Bo+Bo-Bo no son consideradas locomotoras articuladas pero están siempre conectadas entre sí.[cita requerida]
Los bogies de las locomotoras eléctricas y diésel tienen muchos aspectos constructivos en común con la locomotora de vapor de tipo Meyer, pero no son consideradas articuladas.

## Fuente
- Esta obra contiene una traducción  derivada de «Articulated locomotive» de Wikipedia en inglés, publicada por sus editores bajo la Licencia de documentación libre de GNU y la Licencia Creative Commons Atribución-CompartirIgual 4.0 Internacional.

- Datos: Q941179
- Multimedia: Articulated locomotives / Q941179